# Agmatina deiminasi
La agmatina deiminasi è un enzima appartenente alla classe delle idrolasi, che catalizza la seguente reazione:
agmatina + H2O ⇄ N-carbamoilputresceina + NH3